# 饶安公主 (北魏)
饶安公主（?—?），中国南北朝北魏公主，拓跋桢（拓跋晃十一子）之子中山王元英之女。
饶安公主是元略的姊姊，嫁给都官尚书、卫大将军、沧州刺史刁宣。元略投奔南梁，饶安公主多次求灵太后，请徵元略还朝廷。以徐州所获俘江革、祖恆二人和南梁交换。